# Kapela Ravenska
Kapela Ravenska je naselje u Hrvatskoj u sastavu općine Svetog Petra Orehovca. Nalazi se u Koprivničko-križevačkoj županiji. 

## Zemljopis
Nalazi se zapadno od rječice, a jugozapadno je jezerce. Istočno je Gregurovec, jugoistočno su Sela Ravenska, Beketinec, Gornji Dubovec, Kučari i Srednji Dubovec, sjeverno su Ferežani i Brežani, sjeverozapadno su Gornji Fodrovec i Donji Fodrovec.

## Stanovništvo
| broj stanovnika | 108   | 119   | 195   | 198   | 252   | 229   | 227   | 251   | 200   | 181   | 160   | 134   | 119   | 101   | 95    | 85    | 73    |
|                 | 1857. | 1869. | 1880. | 1890. | 1900. | 1910. | 1921. | 1931. | 1948. | 1953. | 1961. | 1971. | 1981. | 1991. | 2001. | 2011. | 2021. |